# Rocks Cluster Distribution
Rocks Cluster Distribution (originalment NPACI Rocks) és una distribució de Linux destinada a clústers de computació d'alt rendiment (HPC). Va ser iniciat per National Partnership for Advanced Computational Infrastructure i el San Diego Supercomputer Center (SDSC) l'any 2000. Inicialment va ser finançat en part per una subvenció de la NSF (2000–07), però va ser finançat per la subvenció NSF de seguiment fins al 2011.

## Distribució
Rocks es basava inicialment en la distribució Red Hat Linux (RHL), però les versions modernes de Rocks es basaven en CentOS, amb un instal·lador Anaconda modificat que simplifica la instal·lació massiva en molts ordinadors. Rocks inclou moltes eines (com ara Message Passing Interface (MPI)) que no formen part de CentOS, però són components integrals que converteixen un grup d'ordinadors en un clúster.
Les instal·lacions es poden personalitzar amb paquets de programari addicionals en el moment de la instal·lació utilitzant CD especials subministrats per l'usuari (anomenats "Roll CD"). Els "Rolls" amplien el sistema integrant-se de manera perfecta i automàtica en els mecanismes de gestió i embalatge utilitzats pel programari base, simplificant molt la instal·lació i configuració d'un gran nombre d'ordinadors. S'han creat més d'una dotzena de rotllos, inclosos el rotllo Sun Grid Engine (SGE), el rotllo Condor, el rotllo Lustre, el rotllo Java i el rotllo Ganglia.
A l'octubre de 2010, Rocks s'utilitzava per a organitzacions acadèmiques, governamentals i comercials, emprades en 1.376 clústers, a tots els continents excepte a l'Antàrtida. El clúster acadèmic més gran registrat, amb 8632 CPU, és GridKa, operat per l'Institut de Tecnologia de Karlsruhe a Karlsruhe, Alemanya. També hi ha una sèrie de clústers que van fins a menys de 10 CPU, que representen les primeres etapes de la construcció de sistemes més grans, a més de ser utilitzats per a cursos de disseny de clúster. Aquesta fàcil escalabilitat va ser un objectiu important en el desenvolupament de Rocks, tant per als investigadors implicats, com per a la NSF.